# Ascochyta pyrethri
Ascochyta pyrethri är en svampart som beskrevs av Brunaud & Malbr. 1887. Ascochyta pyrethri ingår i släktet Ascochyta, ordningen Pleosporales, klassen Dothideomycetes, divisionen sporsäcksvampar och riket svampar.   Inga underarter finns listade i Catalogue of Life.